# Estación Baigorrita
Baigorrita es una estación ferroviaria ubicada en la localidad del mismo nombre, partido de General Viamonte, Provincia de Buenos Aires, Argentina.

## Servicios
En 1903 la empresa Compañía del Ferrocarril Buenos Aires al Pacífico, proyectó la prolongación del ramal Chacabuco a Germania, pasando por este lugar, donde posteriormente se formaría el pueblo.
El 2 de mayo de 1909 se realizó el remate de los lotes para una futura fundación de un pueblo, en tierras pertenecientes a Modesto Damián Ansel.
El gobierno provincial aprobó los planos el 12 de septiembre de 1909.
A partir de este acontecimiento la localidad inició su desarrollo sobre la base de las tierras circundantes que posibilitaban las actividades agropecuarias.

## Historia
En el año 1909 fue inaugurada la Estación, por parte del Ferrocarril Buenos Aires al Pacífico, en el ex. ramal a Mayor José Orellano.